# Setacera viridis
Setacera viridis är en tvåvingeart som beskrevs av Ichiro Miyagi 1966. Setacera viridis ingår i släktet Setacera och familjen vattenflugor. Inga underarter finns listade i Catalogue of Life.